# Det dyra namnet Jesus
Det dyra namnet Jesus är en psalmtext diktad av Lina Sandell-Berg år 1877. Texten har 3 verser som sjungs till en melodi komponerad av William Howard Doane. Det är samma melodi som används till psalmerna O, säg ett ord om Jesus och Min sång ska bli om Jesus.

## Publicerad i
- Sionstoner 1889 som nr 64.
- Metodistkyrkans psalmbok 1896 som nr 207 under rubriken "Evagelii löften och förmåner"
- Svenska Missionsförbundets sångbok 1920 som nr 106 under rubriken "Jesu namn".
- Sionstoner 1935 som nr 114 under rubriken "Frälsningens grund i Guds kärlek och förverkligande genom Kristus".
- Guds lov 1935 som nr 55 under rubriken "Nyårssånger".
- Lova Herren 1988 som nr 36 under rubriken "Jesu Kristi namn".